# 第一企划
第一企划株式会社（簡稱「第一企划」，韩交所：030000）是三星集团旗下的一家广告及营销公司，提供广告、公共关系、数字营销等服务。 第一企划成立于1973年，总部设在韩国首尔。截至2018年，它是韩国最大的和世界第19大广告代理商，世界第14个创意代理商网络。其主要客户包括三星、Absolut、阿迪达斯、可口可乐、通用电气、通用汽车、乐高、微软、雀巢和Shell。
第一企划的团队遍布全球五大洲，在44个国家和地区设立了53所办公室，全球在职员工6900余名。第一企划的全球网络包括Cheil Worldwide、Barbarian、BMB、Centrade-Cheil、Cheil PengTai（杰尔鹏泰）、Experiment Commerce、iris，McKinney和One RX。在《2020年Ad Age Agency Report》中，第一企划排名全球代理商公司第12位。

## 历史
1973年，第一企划由当时的三星集团社长李秉喆创立，当时的正式名称是Cheil Communications。它于1977年开始进行韩国首个全国性生活方式调查；1989年与博泽尔成立合资企业；并于1999年成立了博报堂第一企划。该公司在2008年更名为Cheil Worldwide。
第一企划公司于1988年在东京开设了第一家国际分支机构并在四年后成立了第一企划美国公司。从2000年代后期开始，它开始收购海外机构的股份。它于2008年收购了伦敦代理商Beattie McGuinness Bungay的股份，并于2009年收购了纽约数字商店野蛮人集团的股份。为了在美国和中国进一步站稳脚跟，第一企划在2012年又收购了另外两家代理商，分别是麦金尼和Bravo Asia。2019年1月，第一企划宣部在阿根廷布宜诺斯艾利斯开设新办事处，使公司的全球业务遍及全球44个国家。2020年6月2日，第一企划宣布收购中国上海的数据分析公司ColourData，这是中国领先并极具创新精神的社交大数据分析服务提供商之一。
截至2019年5月，第一企划在44个国家/地区拥有53个办事处和9个分支机构。
第一企划大中华区（Cheil Greater China）总部设在中国北京，并在天津、大连、青岛、上海、成都、厦门、广州、香港特区和台北建立了办事处。由第一企划、杰尔广告、杰尔鹏泰、鹏泰宝尊电商、维迪美达、Cheil Retail以及ColourData组成，是中国领先的IMC整合营销传播机构，拥有超过1400名员工，向客户提供最为创新、最为有效的整合营销方案。

## 奖项与认可
第一企划为Tesco Homeplus制作的作品在2011年戛纳国际创意节和2012年Southwest Interactive（SXSWI）南部年度最佳数字运动中获得了大奖和四金。甚至在这项运动启动了一年之后，行业刊物AdAge仍将此作品赞誉为“在其他许多著名的运动中没有的持久影响力”。